# Dániel Varga (Wasserballspieler)
Dániel Varga D.  (* 25. September 1983 in Budapest) ist ein ungarischer Wasserballspieler.  
Der 2,00 m große Linksaußen von Tömörd Vas megye stand 2004 als Ersatzmann für das ungarische Olympiateam bereit. Bei den Weltmeisterschaften 2005 und 2007 wurde Varga mit der ungarischen Mannschaft Vizeweltmeister, 2006 wurde das Team Zweiter der Europameisterschaft. Bei den Olympischen Spielen 2008 gewannen die Ungarn das Finale gegen die Mannschaft aus den Vereinigten Staaten, wobei Dániel Varga drei Tore erzielte.
Mit seinem Vereinsteam gewann Varga 2002, 2004 und 2005 den ungarischen Pokal, 2007 wurde er mit Vasas ungarischer Meister. 